# Temple mormon de Nauvoo
Le temple mormon de Nauvoo est un temple de l’Église de Jésus-Christ des saints des derniers jours situé à Nauvoo, aux États-Unis. Il a été inauguré le 27 juin 2002.
Ce temple a été édifié à l’emplacement du temple de Nauvoo, le deuxième temple construit par l’Église de Jésus-Christ des saints des derniers jours en 1836. Il a endommagé par un incendie et une tornade puis démoli.

## Galerie

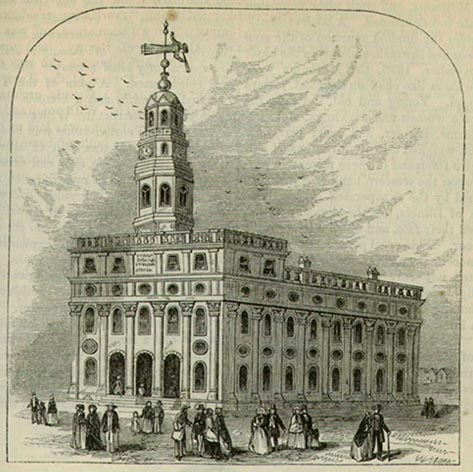
Le premier temple de Nauvoo, dans le Harper’s Magazine